# Usiacurí
Usiacurí là một khu tự quản thuộc tỉnh Atlántico, Colombia. Thủ phủ của khu tự quản Usiacurí đóng tại Usiacurí Khu tự quản Usiacurí có diện tích 103 ki lô mét vuông. Đến thời điểm ngày 28 tháng 5 năm 2005, khu tự quản Usiacurí có dân số 7500 người.